# Phil Coulson
Phil Coulson a Marvel-Moziuniverzum karaktere a kezdetektől. Többek között  Vasember, Thor, Bosszúállók című filmekben is szerepet kapott.
A karaktert Clark Gregg alakítja.
| Megjelenések                          | Színész     | Magyarhang     |
| ------------------------------------- | ----------- | -------------- |
| A Vasember                            | Clark Gregg | Dolmány Attila |
| Vasember 2                            | Clark Gregg | Dolmány Attila |
| Thor                                  | Clark Gregg | Dolmány Attila |
| Marvel kisfilm: A tanácsadó           | Clark Gregg | Dolmány Attila |
| Marvel kisfilm: Útban Thor pörölyéért | Clark Gregg | Dolmány Attila |
| Bosszúállók                           | Clark Gregg | Dolmány Attila |
| A S.H.I.E.L.D. ügynökei (1-7.évad)    | Clark Gregg | Dolmány Attila |
| Marvel kapitány                       | Clark Gregg | Dolmány Attila |

## Élete

### Korai évei
1964. július 8-án született, Manitowoc-ban, Wisconsin államban. Egyedüli gyermek volt, szülei Robert, és Julie Coulson. Családja katolikus volt, azonban misére csak karácsonykor, és húsvétkor jártak. Amerika Kapitány és Margaret Elizabeth "Peggy" Carter rajongója volt, és két év alatt összegyűjtötte a limitált kiadású Amerika Kapitány kártyákat. Baseballt játszott.
Édesapja betekintést engedett neki az autógyártásba, majd együtt dolgoztak egy vörös Corvetten (későbbiekben: Lola), amelyet Philip sokáig megtartott. Fiatal korában elvesztette édesapját, és anyja is elhunyt. A középiskola után egyetemre ment történelmi szakon, majd tanulmányozta a S.H.I.E.L.D.-et, ezután kereste fel őt Nick Fury, majd felvette őt a S.H.I.E.L.D. Kommunikációs Akadémiára, és különleges ügynökké vált Nick Fury oldalán.

### A S.H.I.E.L.D.
Első bevetése Melinda May-jel volt, akinek megengedte, hogy vezesse Lolát, ezenfelül az évek során szoros barátságot kötöttek egymással. Egy alkalommal kihívták őket egy kisbolthoz, amelybe egy nő zuhant (Marvel Kapitány) az égből, ám egy skrull felvette az alakját, és ő ment el Nick Fury-val.  Coulson még időben hívta őt, egyébként az esetről semmit sem tudva, ezzel megmentve Furyt. Ugyanakkor Talos Keller alakját vette fel, aki egy magas szintű S.H.I.E.L.D. ügynök, és Carol Danvers-t és Furyt üldözi, azonban Phil segít nekik elszökni. 2002-ben elküldték Peruba, Cuscoba, ahol megismerkedett Camilla Reyes-szel, a Policia Militar del Perú tisztjével. Akela Amadort is ő képezte ki, akit később 2006-ban elfogtak egy bevetésen, és megvakult, ám egy szervezet visszaadta látását, ám csak irányítást nyertek a nő felett.
Miután Tony Stark-ot Afganisztánban elrabolta a Tíz gyűrű terrorista szervezet, majd sikeresen megszökött, Coulson ügynök ki szeretné hallgatni, azonban nem kap időpontot a beszélgetésre. Mikor rájönnek, hogy Obadiah Stane lemásolta a páncélt, egyből a Stark Industriesbe indul négy ügynökkel, hogy lekapcsolják Obadiaht. Ezután kidolgoz egy fedősztorit Tony Starknak.
Néhány hónappal később Fury igazgató, és Coulson expedíciót vezetnek Grönlandra, ahol a második világháborúban lezuhant Hydrás Valkyrt találják, benne Amerika Kapitánnyal. Ezzel egyidőben Coulsont rendelik ki Tony Stark felügyelőjének, miután ő a születésnapján brutálisan összevesztek James „Rhodey” Rhodes alezredessel, és kiderült róla, hogy halálos beteg. Stark megszökik, és miután a házának pincéjében megépít egy részecskegyorsítót, Coulson odamegy hozzá elköszönni, és elmondja, hogy áthelyezték Új-Mexikóba.
Útban Új-Mexikóba Coulson ügynök megáll egy kisboltnál, ahol néhány dolgot szeretne venni, azonban két rabló jelenik meg pénzt követelve, de mikor meglátják Coulsont követelik, hogy dobja oda nekik a kulcsait, és meg is teszi. Coulson ekkor poénkodva, megmutatja hogy fegyver van nála, és arra kérik, hogy lökje oda azt a rablóknak. Az ügynök nem ellenkezik, azt mondja, hogy átmegy a másik sorba és odalöki a fegyvert, ezután átcsúsztatja a fegyvert, de abban a pillanatban, egy lisztes zacskót dob az egyik betörő arcába, míg a másik lőni készül ő rálép a puskára, elérve ezzel, hogy a rosszfiú lábon lője magát, ekkor elveszi fegyverét és kiüti a másikat. Ezek után még fizet is a megvenni kívánt árúért. Az eladó megkérdezi, hogy mit mondjon a rendőröknek, amire Phil annyit mond, hogy: Megérte karateórákat venni.